# Lysis et Délie

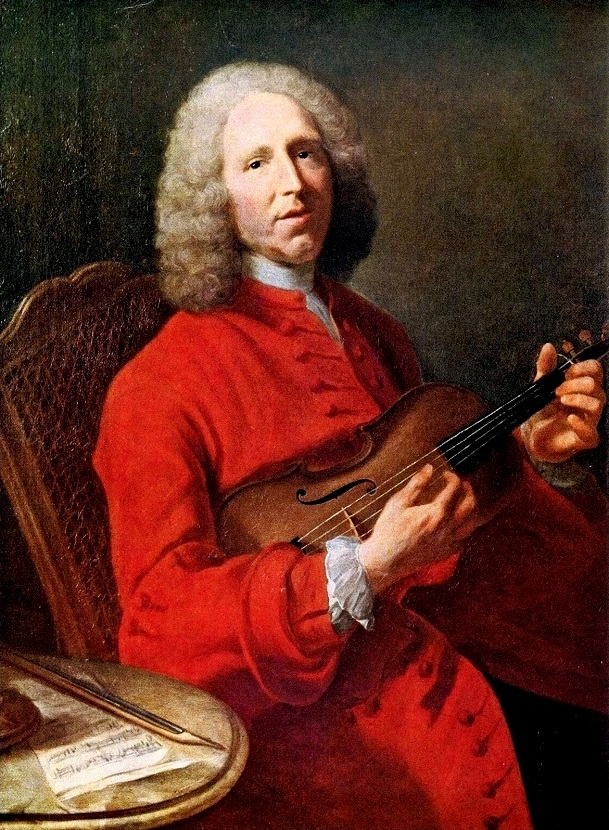
Jean-Philippe Rameau

Lysis et Délie (eller Lisis et Délie) var en opera i en akt med musik av Jean-Philippe Rameau och libretto av Jean-François Marmontel.

## Historia
Operan skrevs för att fira den kungliga födseln av prins Xavier, ett barnbarn till kung Ludvig XIV av Frankrike. Premiären var tänkt att äga rum den 6 november 1753 på slottet i Fontainebleau men verket togs bort då den ansågs vara för lik Rameaus Daphnis et Eglé som hade spelats i en generalrepetition den 30 oktober. Librettot publicerades men musiken har gått förlorad. Rameau kan ha återanvänt den i sina senare operor.

## Personer
- Lysis, en herde (haute-contre)
- Délie, en herdinna (sopran)[1]
- Herdar och herdinnor (kör)

## Handling
Herden Lysis besjunger sin obesvarade kärlek till Délie. Hon erbjuder honom enbart vänskap och förklarar att kärlek är en flyktig känsla. Lysis väcker hennes svartsjuka genom att låtsas falla för en annan herdinna, Alcyone. Lysis anordnar en fest till Alcyones ära i vilken herdar och herdinnor spelar gudar. Délie erkänner slutligen sin kärlek till Lysis och operan slutar lyckligt.